# ミヨちゃんのためなら全員集合!!
『ミヨちゃんのためなら全員集合!!』（ミヨちゃんのためならぜんいんしゅうごう!!）は、1969年に制作・公開されたドリフターズ主演の「全員集合シリーズ」及び松竹ドリフ映画第４弾。

## ストーリー
とある地方都市。女房にも、高校時代の吹奏楽部の後輩である従業員の忠次、風太、工作らからも逃げられた漢方薬工場経営者の長吉は、同じく従業員で逃げそこなったヒデオをこき扱って頑張っていた。しかし工場は排気問題で町中から嫌われており、高校の恩師である花山先生（ハナ肇）からも度々注意を受けていた。そんな中、ヒデオの初恋の女性・ミヨちゃんと瓜二つな花山先生の妹・美代ちゃん（倍賞美津子）が町へやってくる。
美代ちゃんの登場に浮かれていたヒデオだったが、工場は公害問題を理由に町のボス・熊寅（上田吉二郎）らによって追い詰められ操業できなくなってしまう。唯一の理解者だった花山先生も拘留されてしまい、長吉はヒデオを道連れに自殺を決意する。しかし熊寅の陰謀を知った美代ちゃんは忠次、風太、工作らとともに町のボスが開いた宴席に乗り込むのだった...

## スタッフ
- 製作：青木伸樹、小角恒雄
- 脚本：渡邊祐介、田坂啓
- 撮影：荒野諒一
- 美術：宇野耕司
- 音楽：木下忠司
- 照明：飯島博
- 編集：寺田昭光
- 録音：小林英男
- 調音：吉田庄太郎、東京スタジオセンター
- 漫画：戸村克巳
- 現像：東洋現像所
- 監督助手：片桐康夫
- 記録：宮腰千代
- 進行：網川年
- 製作主任：阿久津好伸
- 監督：渡邊祐介

## キャスト
- 長吉：いかりや長介
- ヒデオ：加藤茶
- 忠次：荒井注
- 風太：高木ブー
- 工作：仲本工事
- 花山大造先生：ハナ肇
- 美代：倍賞美津子
- ぽん太：松岡きっこ
- 石田：左とん平
- 八木：三井弘次
- 熊寅：上田吉二郎
- 仙波：世志凡太
- 大造達の母親：浦辺粂子
- 瓢箪亭の女将：曽我町子
- 風太の女房：小櫻京子
- お菊：大森暁美
- 若い女：川口恵子、呉恵美子
- ピコ：市地洋子
- 熊寅の子分：園田健二、小森英明、青柳導、長井浩二
- 住人：光映子、秩父晴子、千早旦子、長田俊明
- 学生：金子亜子、原令子
- 駅員：森武
- 宴席の男：左樹一郎、井山淳
- 新聞配達員：河原裕昌
- 警官：須賀良
- コソ泥：三木のり平

## 主題歌・挿入歌
主題歌「ミヨちゃん」
作詞・作曲：平尾昌晃 / 歌：ザ・ドリフターズ
挿入歌「ドリフのズンドコ節」
作詞・作曲者不明 / 補作詞：なかにし礼 / 編曲：川口真 / 歌：ザ・ドリフターズ
挿入歌「おかしな二人」
作詞：渡邊祐介 / 作曲：木下忠司 / 歌：倍賞美津子、加藤茶

## 同時上映
『チンチン55号ぶっとばせ!出発進行』
　監督：野村芳太郎 / 脚本：野村芳太郎、吉田剛 / 主演：コント55号

## テレビ放送
| 放送日         | 放送時間（JST）   | 放送局              | 放送枠                      | 備考           |
| -------------- | ----------------- | ------------------- | --------------------------- | -------------- |
| 1982年3月8日   | 月曜20:00 - 21:48 | テレビ朝日          | ゴールデンワイド劇場        |                |
| 2018年10月17日 | 水曜19:00 - 20:58 | 日本BS放送 （BS11） | 水曜シネマ 昭和喜劇シリーズ |                |
| 2018年12月19日 | 水曜19:00 - 20:58 | 日本BS放送 （BS11） | 水曜シネマ 昭和喜劇シリーズ | アンコール放送 |